# ポールポジションレーシングスクール
ポールポジションレーシングスクール（Poleposition racing school）は、1990年代、日本のバイクショップがオーストラリアで開校していたモータサイクルレーシングスクール。

## 概要

### 主催者
東京都多摩市にあったバイクショップが主催していた。

### 募集
月刊誌『サイクルサウンズ』（山海堂）に、記事広告が掲載されており、記事の内容として現地のレポートなども掲載されていた。期間は１ヶ月、費用は160万円。バブル期とはいえ、レースをやっている若者の多くは資金的に厳しく、多くの若者がローンを組んで参加していた。当時は、レース人口も多く、30分の練習走行をするために前夜からサーキット入口に並んでチケットを取らなければならない状況だった為、スクールに参加すれば、１か月で数年分に相当する時間が走れると思い参加した。結局、計12回開催されたが、最後は期間が3週間に短縮され、費用は100万円になっていた。
卒業生の人数は、約240人いると考えられている。

### 場所
オーストラリアのブリスベン郊外にあるレイクサイドインターナショナルスピードウェイ(Lakeside_International_Raceway)で開校されていた。宿泊先は、カブールチュアモーテル(Caboolture Motel)。

### 講義内容
初日にサーキットの隅（通称バスストップ）を使って走行テストを行い、A～Eまでのクラス分けを行う。このクラス分けは、定期的にタイム計測と模擬レースを行って変更をする。サーキット走行用バイクは、NSR250を使用。FTR250を併用しており、ダートトラックやサーキット走行にも使用していた。あえて限界の低いバイクを使用することで、スクール生のほとんどがアスファルトでもスライド走行が出来るようになっていた。期間中、怪我をする者が多く、現地の救急車を呼ぶたびに嫌味を言われていた。

## 講師
- マイケル・ドーソン(YAMAHA Works Ryder)
- スコット・ドゥーハン（Scott Doohan）マイケルドゥーハンの兄
- ジェームズ・ナイト
- ワイン・クラーク
- リッキー・ライス
- マーク・ペイス（ダートトラック）
- ダリル・ビーティー
- 岡田忠之